# 鵜飼站 (石川縣)

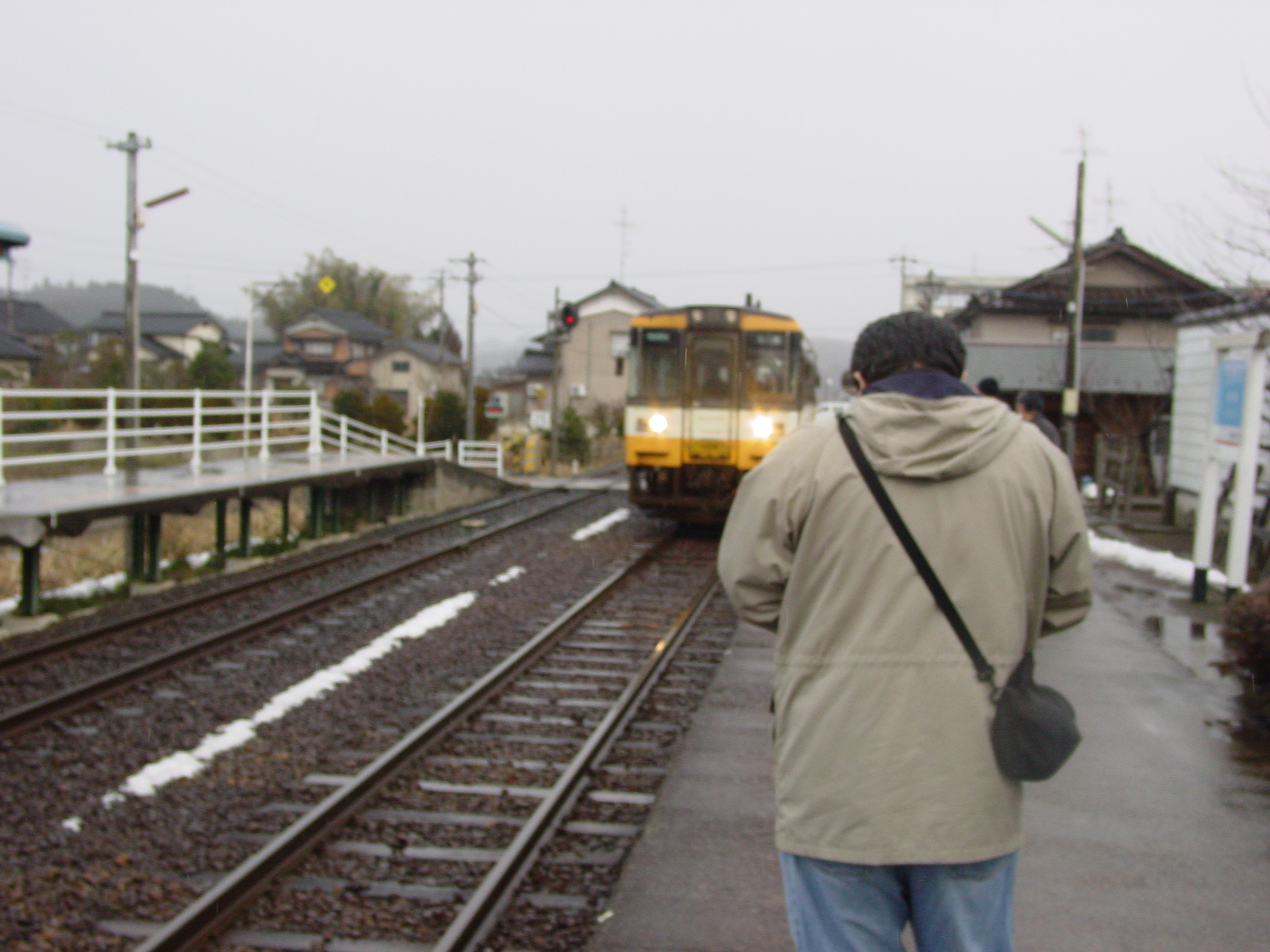
進站中的能登鐵道NT100形柴油列車

鵜飼站（日语：／ Ukai eki */?）是位於石川縣珠洲市寶立町鵜飼，能登鐵道的能登線車站（廢站）。曾經此站是急行停靠站。此站被選為第3回中部車站百選。
在廢線線車站大樓還保存下來，變成巴士候車室、咖啡廳。該處也設有町內小中學與特別支援學校之畫廊。

## 歷史
- 1964年（昭和39年）9月21日 - 日本國有鐵道（國鐵）能登線松波至蛸島之間開通[1][2][3][4]，能登鵜飼站（日语：／）啟用。當時為業務委託站。
- 1987年（昭和62年）4月1日 - 伴隨國鐵分割民營化，車站由西日本旅客鐵道（JR西日本）營運。
- 1988年（昭和63年）3月25日 - 能登線由能登鐵道繼承[2][3][4]。此站改名為鵜飼站。
- 1996年（平成8年）12月6日 - 增設交會設備[5]。
- 2005年（平成17年）4月1日 - 能登線廢除，此站也被廢除[2][3]。

## 車站構造
截至車站廢除前，車站是一座地面車站，設有2面2線的相對式月台。從前此站只有1面1線的單式月台，於1996年（平成8年）增設月台。

## 車站周邊

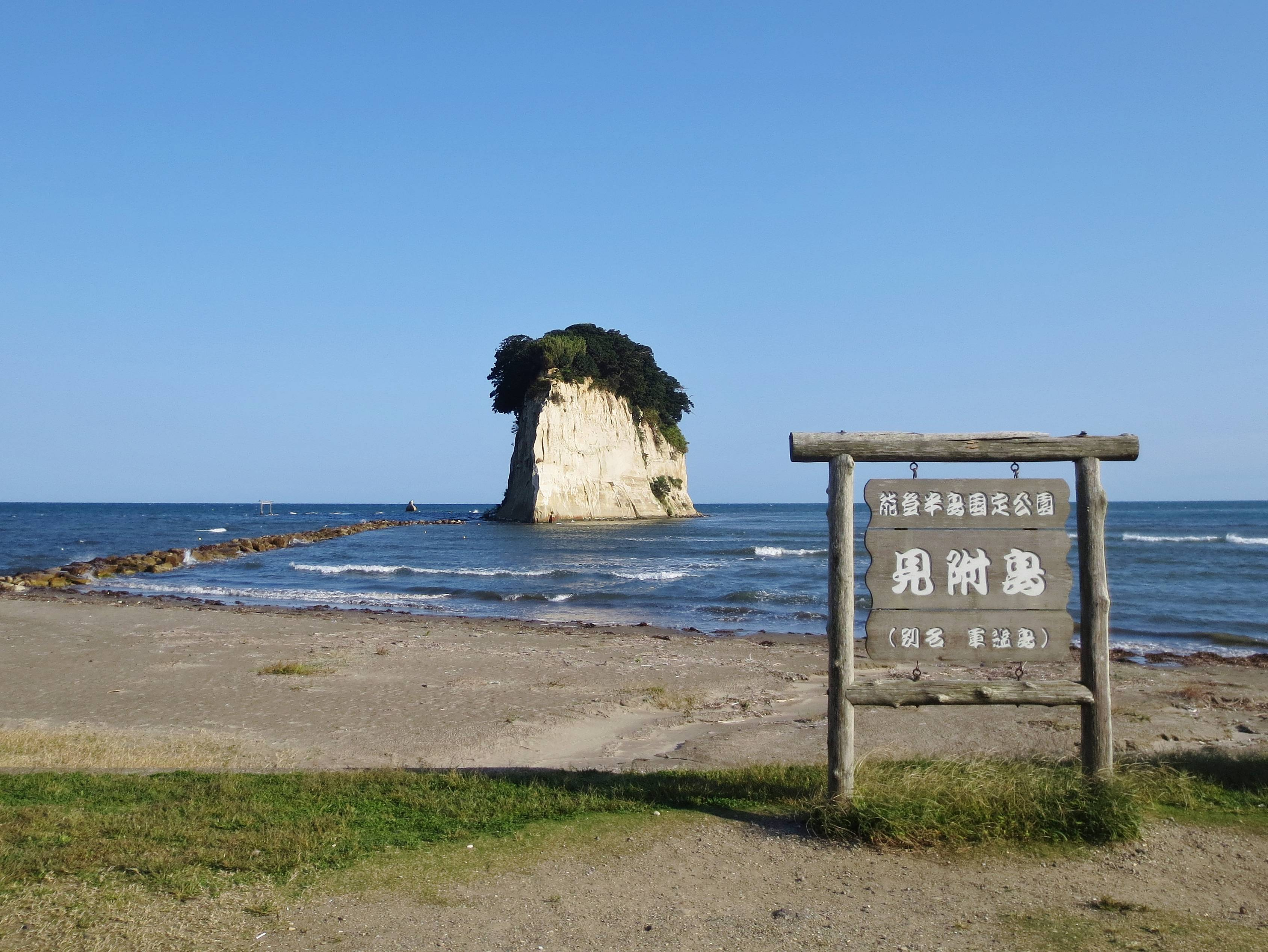
見附島

- 珠洲市立寶立小中學（日语：珠洲市立宝立小中学校）
- 石川縣立飯田高等學校寶立校舍（日语：石川県立珠洲実業高等学校）（舊・石川縣立珠洲實業高等學校。在2010年與石川縣立飯田高等學校（日语：石川県立飯田高等学校）合併）
- 石川縣立七尾特別支援學校珠洲分校（同上）
- 見附島
- 見附海岸海灘
- 珠洲溫泉 國民宿舍（日语：国民宿舎） 能登路莊
- 珠洲道路（日语：珠洲道路）金峰寺路口
- 國道249號鵜飼路口

## 巴士路線
- 北鐵奧能登巴士（日语：北鉄奥能登バス）普通班次「鵜飼站前」巴士站
- 北鐵奧能登巴士珠洲特急線「珠洲鵜飼」巴士站（步程8分鐘）
- 北鐵奧能登巴士宇出津真脇特急線「南鵜飼」巴士站（步程3分鐘）

## 相鄰車站
能登鐵道
能登線
南黑丸－鵜飼－上戶

## 注腳
1. ↑  . 交通新聞 (交通新聞社). 1993-03-23: 8 （日语）.
2. 1 2 3   (PDF). 能登町広報情報推進課. 2017-04-01  [2021-02-23] （日语）.
3. 1 2 3  寺田裕一. . Neko出版. 2010-12-29: 9. ISBN 978-47770-1091-2 （日语）.
4. 1 2  . 中日新聞Web. 2020-12-05  [2021-02-23]. （原始内容存档于2022-02-17） （日语）.
5. ↑  寺田裕一《ローカル私鉄列車ダイヤ25年 西日本編》，JTB，2004年，44頁。ISBN 4-533-05585-0